# Archidiecezja ostrzyhomsko-budapeszteńska
Archidiecezja ostrzyhomsko-budapeszteńska – jedna z 3 diecezji w metropolii ostrzyhomsko-budapeszteńskiej. Powstała 31 maja 1993 z przekształcenia archidiecezji ostrzyhomskiej, której korzenie sięgają X wieku. Arcybiskup Ostrzyhomia i Budapesztu jest jednocześnie Prymasem Węgier. Katedrą archidiecezji jest Bazylika Matki Boskiej Wniebowziętej i św. Wojciecha w Ostrzyhomiu.

## Podział administracyjny archidiecezji
Parafie archidiecezji ostrzyhomsko-budapeszteńskiej są zorganizowane w następujących dekanatach:
- Dekanat Esztergom
- Dekanat Szentendre
- Dekanat Dorogi
- Dekanat Bajóti
- Dekanat Óbudai
- Dekanat Buda-Północ
- Dekanat Buda-Centrum
- Dekanat Buda-Południe
- Dekanat Peszt-Wewnętrzny
- Dekanat Peszt-Południe
- Dekanat Peszt-Centrum
- Dekanat Peszt-Północ
- Dekanat Újpest-Rákospalota
- Dekanat Rákosi-Centrum
- Dekanat Kispest-Pestszenterzsébeti
- Dekanat Pestszentlőrinc-Soroksár

## Lista ordynariuszy
- Domonkos I (1000–1002)
- Sebastian (1002–1007)

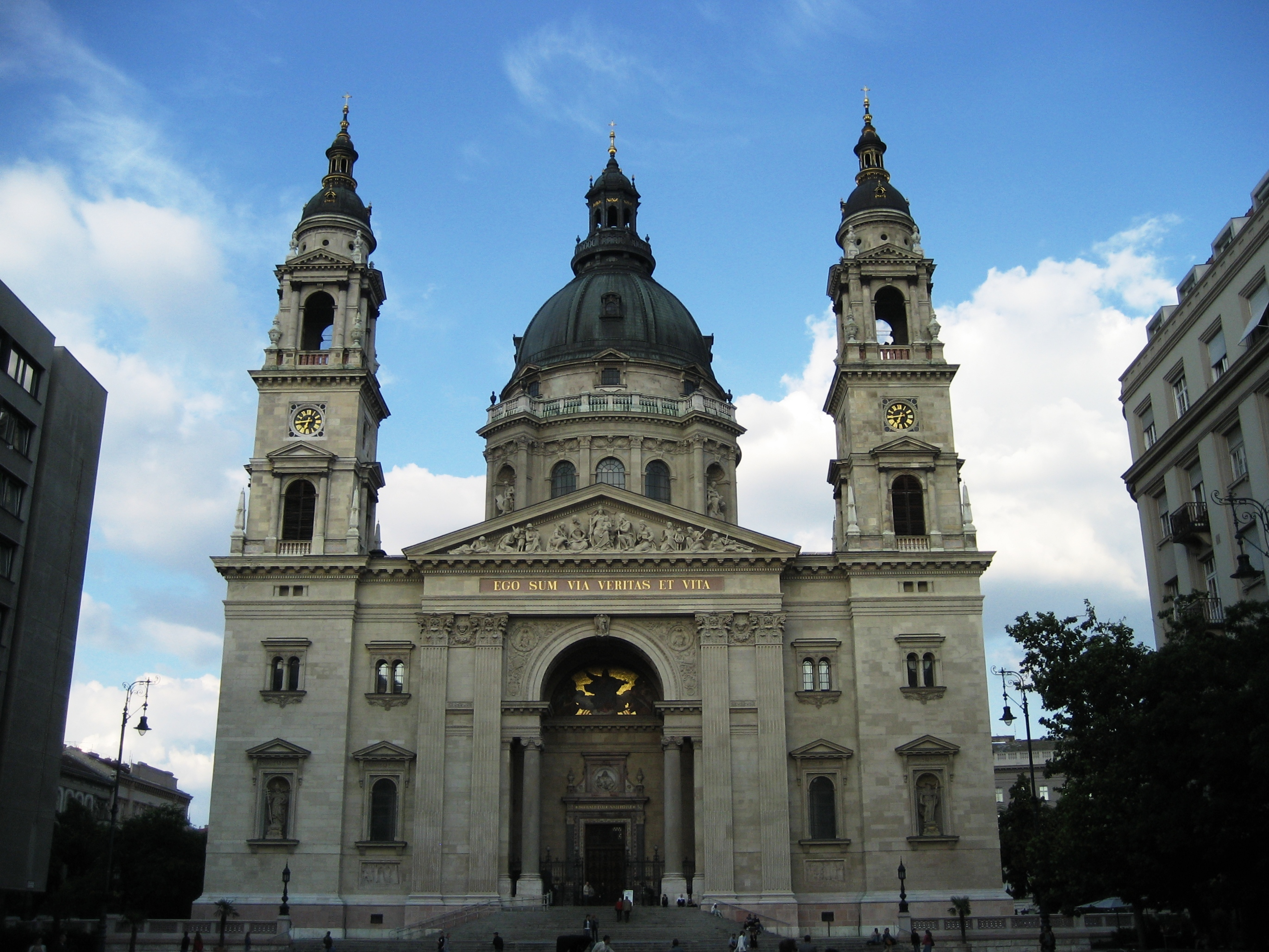
Bazylika św. Stefana w Budapeszcie, konkatedra archidiecezji ostrzyhomsko-budapeszteńskiej.

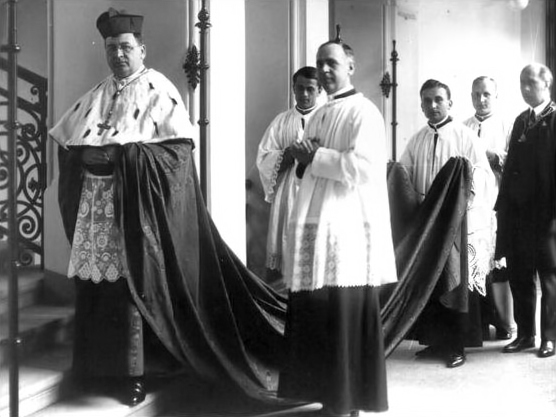
Jusztinián György Serédi (arcybiskup 1927–1945)

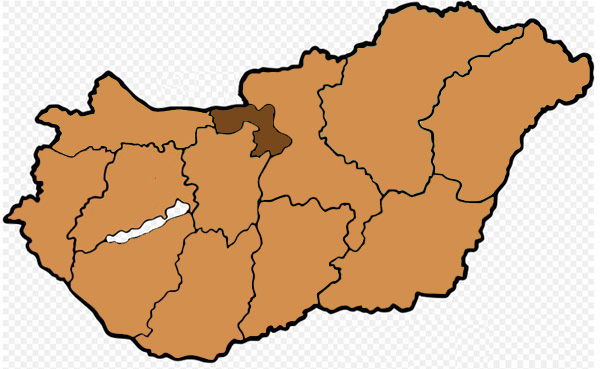
Archidiecezja ostrzyhomsko-budapeszteńska

- Anastazy-Astryk O.S.B. (1007–1036)
- Domonkos II (1037–1046)
- Benedek (1046–1055)
- Dezső Dersfi (1067–1075)
- Nehemiás (1075–1077)
- Dezső (1078–1084 lub 1085)
- Acha (1085–?)
- István (1093–?)
- Szerafin (1095–1104)
- Lőrinc (1105–1118)
- Marcell (1119–1124)
- Felicián (1127–1139)
- Makár (1142)
- Kökényes (około 1146)
- Martyrius (1151–1161)
- Lukács Bánfi (1161–1181)
- Miklós (1181–1183)
- Jób Tudós (1185–1204)
- Ugrin Csák (1204–?)
- Johanes von Meran (1205–1223)
- Róbert (13 marzo 1226–1238)
- Rátót o Mátyás (1240–1241)
- István Báncsa (1243–1251)
  - István Báncsa (1252–1253)
- Benedek (1254–1260)
- Fülöp Szentgróti (1262–1273)
  - Benedek (1274–1276)
  - Miklós (1277–1278) (niezatwierdzony)
- Lodomer Vázsony (o Monoszló?) (1279–1297)
- Gergely Bicskei (1299–1303)
- Mihály Bői (1303–1304)
- Tamás (1306–1321)
- Bolesław Piast (1321–1328)
  - Miklós Dörögdi (1329–1330) (elekt)
- Csanád Telegdi (1330–1349)
- Miklós Vásári (1350–1358)
- Miklós Keszei (1358–1366)
- Tamás Telegdi (1367–1375)
- János De Surdis (1376–1378)
- Demeter Vaskúti (1378–1381)
  - Demeter Vaskúti (1381–1387) (administrator apostolski)
- János Kanizsai (1387–1418)
  - Georg von Hohenlohe (1418–1423) (administrator apostolski)
- János Borsnitz (1420–1423)
- György Pálóczi (1423–1439)
- Dénes Szécsi (1440–1465)
- János Vitéz (1465–1472)
- Johann Beckenschlager (1474–1484)
  - Giovanni d’Aragona (1484–1485) (administrator apostolski)
- Ippolito d’Este (1487–1497)
- Tamás Bakócz (1497–1521)
- György Szatmári (1523–1524)
- László Szalkay (1524–1526)
- Pál Várdai (1526–1549)
- Giorgio Martinuzzi,? (1551–1551)
- Miklós Oláh (1554–1568)
- Antal Verancsics (1570–1573)
  - Miklós Telegdy (1580–1586) (administrator apostolski)
- István Fehérkövy (1596–1596)
- János Kutassy (1599–1601)
  - István Szuhay (1601–1607) (administrator apostolski)
- Ferenc Forgách (1607–1615)
- Péter Pázmány, S.J. (1616–1637)
- Imre Lósy (1637–1642)
- György Lippay Zombori (1645–1666)
- György Szelepcsényi (22 sierpnia 1667–1685)
- György Széchényi (2 września 1686–1695)
- Leopold Karl von Kollonitsch (1695–1707)
- Christian August z Saksonii-Zeitz (1707–1725)
- Imre Esterházy, O.S.P.P.E. (1727–1745)
- Miklós Csáky (1751–1757)
- Ferenc Barkóczy (1761–1765)
- József Batthyány (1776–1799)
- Carlo Ambrogio Ferdinando d’Asburgo (1808–1809)
  - Sede vacante (1809–1819)
- Alexander Rudnay Divékújfalusi (1819–1831)
  - Sede vacante (1831–1838)
- József Kopácsy (1838–1847)
- János Hám (1848–1849)
- János Scitovszky (1849–1866)
- János Simor (1867–1891)
- Kolos Ferenc Vaszary, O.S.B. (1891–1913)
- János Csernoch (1912–1927)
- Jusztinián Serédi, O.S.B. (1927–1945)
- József Mindszenty (1945–1973)
- László Lékai (1976–1986)
- László Paskai, O.F.M. (1987–2002)
- Péter Erdő, od 2002

## Obecni biskupi
- arcybiskup metropolita – kard. Péter Erdő (od 2002)
- biskupi pomocniczy – bp Gábor Mohos (od 2018), bp Levente Balázs Martos (od 2023), bp Kornél Fábry (od 2023)